# (796) Sarita
(796) Sarita is een planetoïde in de planetoïdengordel. Hij beweegt op een afstand van 2,63 AE om de zon met een excentriciteit van 0,32. Een baan om de zon duurt 4,28 jaar. Zijn baan heeft een helling van 19,052° ten opzichte van de ecliptica.

## Ontdekking
De planetoïde werd op 14 oktober 1914 ontdekt door de Duitse astronoom Karl Wilhelm Reinmuth, bij de Heidelberg-Königstuhl-sterrenwacht. Dit was zijn eerst ontdekte planetoïde.